# Jigu Suanjing

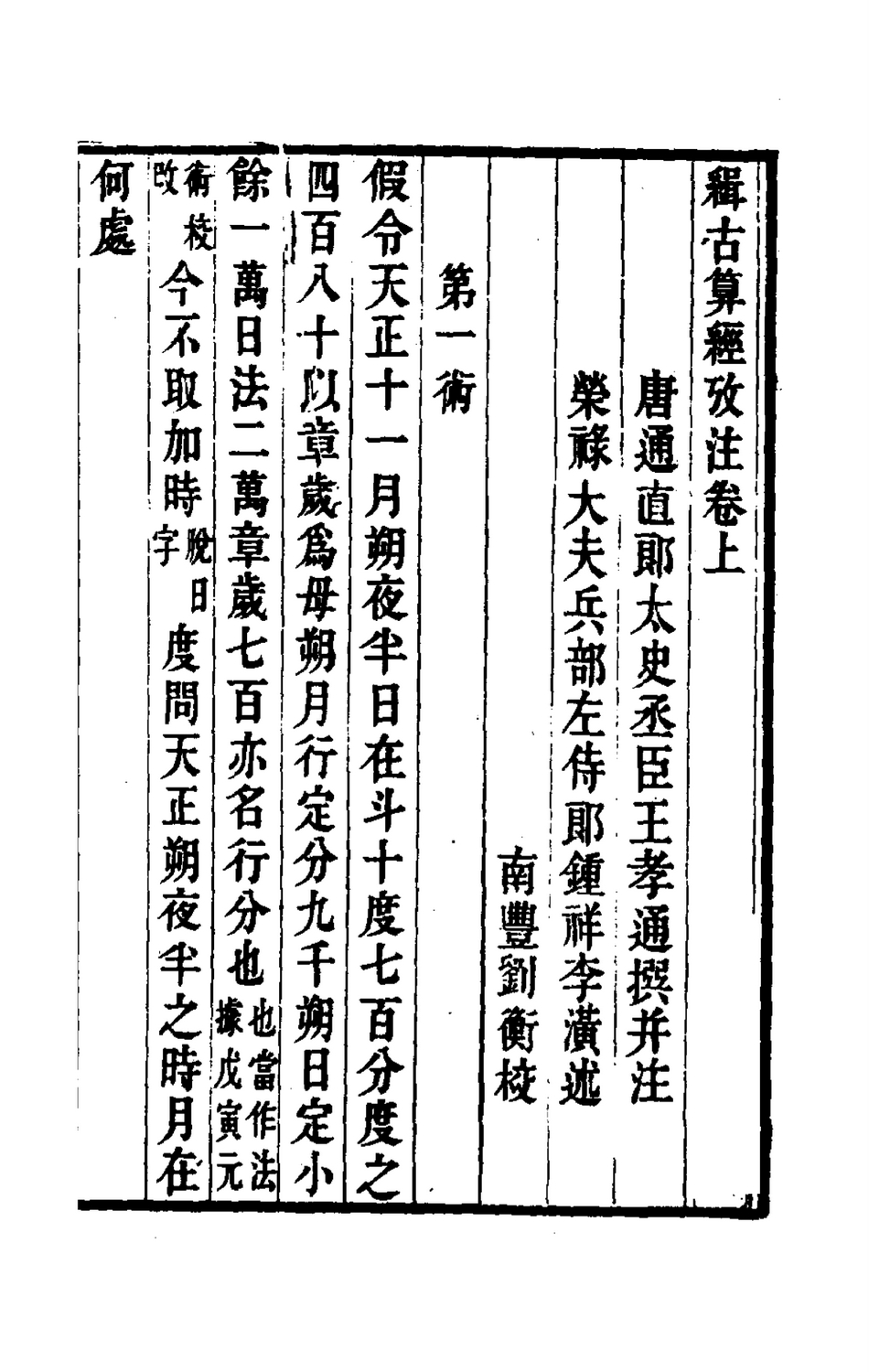
Fac-similé d'un bloc imprimé du Jigu Suanjing sous la dynastie Qing.

Le Jigu suanjing (« Continuation des anciennes mathématiques » 缉古算经) est un traité mathématique chinois, œuvre du mathématicien et calendariste du début de la Dynastie Tang, Wang Xiaotong, écrit peu de temps avant l'an 626, quand il a présenté son travail à l'Empereur. Jigu Suanjing a été inclus comme l'un des textes pour les examens impériaux ; la quantité de temps nécessaire pour l'étude du Jigu Suanjing est de trois ans, la même que pour Les Neuf Chapitres sur l'art mathématique et Haidao Suanjing (en).

## Histoire
Le livre commence par des présentations à l'Empereur, suivi d'un problème de poursuite similaire à celui des Neuf Chapitres sur l'art mathématique, puis treize problèmes de géométrie dans l'espace basés principalement sur l'ingénierie de la construction d'une tour d'observation astronomique, d'une digue, d'une grange, le creusement du lit d'un canal etc., et six problèmes de géométrie plane dans le triangle rectangle. Mis à part le premier problème qui a été résolu par l'arithmétique, les problèmes à traiter utilisent dans leur résolution des équations cubiques, et il s'agit du premier ouvrage chinois connu qui traite complètement des équations cubiques, et en tant que tel, il a joué un rôle important dans le développement de la résolution des équations polynomiales d'ordre supérieur dans l'histoire des mathématiques chinoises. Avant cette parution, Les Neuf Chapitres sur l'art mathématique avaient développé l'algorithme pour résoudre une simple équation cubique {\displaystyle x^{3}=N} numériquement, souvent désigné comme la « méthode de recherche de la racine ».
Wang Xiaotong utilise une méthode algébrique pour résoudre des problèmes de géométrie en trois dimensions, et son travail est une avancée majeure en algèbre dans l'histoire des mathématiques chinoises.
Chaque problème du Jigu Suanjing suit le même format, la question commence par « supposons que nous avons ceci et un cela »,... question : « combien y a-t-il ? »; suivi de « réponse: », avec des nombres concrets, ensuite suivi de « L'algorithme dit:... », dans laquelle Wang Xiaotong détaille le raisonnement et la procédure pour la construction d'équations, avec une description laconique de la méthode de résolution. Le livre met l'accent sur la façon de résoudre des problèmes d'ingénierie en construisant des équations mathématiques à partir des propriétés géométriques du problème posé.
Dans Jigu Suanjin, Wang établit et résout 25 cubes équations, 23 d'entre elles, du problème 2 au problème 18, sont de la forme :
{\displaystyle x^{3}+px^{2}+qx=N,\,}
Les deux autres problèmes, 19 et 20, ont chacun une double équation du second degré :
{\displaystyle x^{4}+px^{2}+q=0}
- Problème 3, deux équations cubiques :

{\displaystyle x^{3}+{\frac {3cd}{b-c}}x^{2}+{\frac {3(a+c)hd^{2}}{(H-h)(b-c)}}x={\frac {6Vd^{2}}{(H-h)(b-c)}}}.
{\displaystyle x^{3}+5004x^{2}+1169953{\frac {1}{3}}x=41107188{\frac {1}{3}}}；
- Problème 4 deux équations cubiques :

{\displaystyle x^{3}+62x^{2}+696x=38448,\quad x=18;}
{\displaystyle x^{3}+594x^{2}=682803,\quad x=33;}
- Problème 5

{\displaystyle x^{3}+15x^{2}+66x-360,\quad x=3}
- Problème 7:

{\displaystyle x^{3}+(D+G)x^{2}+\left(DG+{\frac {D^{2}}{3}}\right)x=P-{\frac {D^{2}G}{3}}}
{\displaystyle X^{+}3{\frac {hs}{D}}x^{2}+3\left({\frac {hs}{D}}\right)^{2}x={\frac {P'}{3}}{\frac {h^{2}}{D^{2}}}}
- Problème 8:

{\displaystyle x^{3}+90x^{2}-839808,\quad x=72}
- Problème 15:

{\displaystyle x^{3}+{\frac {S}{2}}x^{2}-{\frac {P^{2}}{2S}}=0}.
- Problème 17:

{\displaystyle x^{3}+{\frac {5}{2}}Dx^{2}+2D^{2}x={\frac {P^{2}}{2D}}-{\frac {D^{2}}{2}}}
- Problème 20 : « Supposons que le côté le plus long d'un triangle rectangle soit égal à seize et demi, le carré du produit du plus court côté et de l'hypoténuse est égal à cent soixante-quatre et 14 parts de 25, question, quelle est la longueur du plus court côté ? »

Réponse: « la longueur du petit côté est de huit et quatre cinquièmes. »
Algorithme: « Appelons le carré du carré du produit "shi" (le terme constant), et appelons le grand côté de l'angle droit du triangle "fa" (le coefficient du terme y). Résolvons par "la méthode de recherche de la racine", puis trouvons la racine carrée de nouveau. »
L'algorithme est sur la configuration d'une double équation quadratique :
{\displaystyle x^{4}+\left(16{\frac {1}{2}}\right)^{2}x^{2}=\left(164{\frac {14}{15}}\right)^{2}}.
où x est le côté le plus court.
Le travail de Wang a eu une influence sur les mathématiciens chinois ultérieurs, tels que Jia Xian et Qin Jiushao de la dynastie des Song.

## Éditions
Au cours de la dynastie Tang, il y a des copies manuscrites du Jigu Suanjing en circulation. Au cours de la dynastie Song , il y avait 1084 copies éditions imprimées par le gouvernement. Cependant, sous la dynastie Ming les éditions copiées manuscritement de la dynastie Tang sont presque tous perdues ; un seul exemplaire d'une impression des Song du Sud a survécu. Cet exemplaire a été obtenu ensuite par l'éditeur du début de la dynastie Qing, Mao Jin, qui a fait une image recopiée à la main, caractère par caractère, suivant de près la forme imprimée. La copie image par Mao Jin du Jigu Suanjing devient plus tard la source pour une édition imprimée, au cours de l'ère Qianlong et a également été incorporée dans le Siku Quanshu. L'édition imprimée de l'ère Qianlong a disparu, et seule la copie image de Mao Jin du Jigu Suanjing a survécu au musée de la Cité interdite. La copie dans le Siku Quanshu existe toujours.
Au cours de la dynastie Qing, l'étude de Jigu Suangjing était en vogue ; une demi-douzaine de livres consacrés à l'étude du Jigu Suanjing par les mathématiciens ont été publiés, certains se sont attachés à combler les lacunes laissées par de nombreux caractères manquants en raison de l'âge, et certains se sont consacrés à l'élaboration détaillée de l'algorithme, soit à partir d'un point de vue géométrique (Li Huang) ou du point de vue du système Tian yuan shu (en) (Zhang Dunren).
En 1963, l'historien des mathématiques chinoises Qian Baocong a publié sa version annotée des Dix Canons du calcul, comprenant le Jigu Suanjing.
Jigu Suanjing a été introduit dans le monde anglophone par Alexander Wylie dans son livre Notes sur la Littérature Chinoise.

## Ressources
Le texte est disponible sur (zh) Jigu Suanjing (Wikisource).